# 張震 (俳優)
張震（チャン・チェン、1976年10月14日 - ）は、台湾出身、世界で活躍中の俳優。

## 略歴
1976年10月14日、台北市に生まれる。台湾の名優・張国柱（チャン・クォチュー）の次男。エドワード・ヤンの『牯嶺街少年殺人事件』でデビューしたがその後は学業に専念するため俳優業を中断、一旦復帰するも『ブエノスアイレス』の撮影後は兵役のため再び芸能界を離れている。
除隊後は順調にキャリアを伸ばし、ウォン・カーウァイ、アン・リー、ホウ・シャオシェン、スー・チャオピン、ティエン・チュアンチュアン、キム・ギドク、行定勲などアジアの人気監督の作品に出演を重ねている。俳優を極めようと決心したきっかけはコン・リーの演技や真面目な姿勢だという。
2014年には３人の監督によるオムニバス映画『三生』で監督に初挑戦し、完成した作品は台北映画祭で上映された。続いて短編映画『尺蠖（尺取り虫）』をメイデイの石頭主演で監督した。
2021年、『The Soul: 繋がれる魂』で金馬奨最優秀主演男優賞を受賞した。

## 主な出演作品

### 映画
- 牯嶺街少年殺人事件 (1991)
- カップルズ (1996)
- ブエノスアイレス (1997)
- ブエノスアイレス 摂氏零度 (1999)
- グリーン・デスティニー (2000)
- 檳榔売りの娘 (2000)
- 天下無双 (2002)
- サウンド・オブ・カラー 地下鉄の恋 (2003)
- 愛の神、エロス「エロスの純愛〜若き仕立屋の恋」 (2004)
- 若き仕立屋の恋 Long version (2004)……「エロスの純愛〜若き仕立屋の恋」のロング・バージョン。
- 2046 (2004)
- 百年恋歌 (2005)
- シルク (2006)
- 呉清源〜極みの棋譜〜 (2006)
- ブレス (2007)
- ブラッド・ブラザーズ -天堂口- (2007)
- 遠くの空に消えた (2007)
- 停車（中国語版） (2008、日本未公開、2009大阪アジアン映画祭で上映)
- MISSING ミッシング (2008)
- レッドクリフ PartI (2008)
- レッドクリフ PartII -未来への最終決戦- (2009)
- 赤い星の生まれ (2011、日本未公開、2011東京／札幌・中国映画週間で上映)
- 項羽と劉邦 鴻門の会 (2012)
- グランド・マスター (2013)
- ブレイド・マスター (2014)
- 黒衣の刺客 (2015)
- ヘリオス 赤い諜報戦 (2015)
- 道士下山 (2015)
- 修羅:黒衣の反逆（2017）
- Mr.Long/ミスター・ロン (2017)
- 雪暴 白頭山の死闘 (2019)
- 椿の庭 (2020)
- DUNE/デューン 砂の惑星 (2020)
- The Soul: 繋がれる魂 (2021)

### テレビドラマ
- 運命の桃花 〜宸汐縁〜 (2019)

### TVCM
- サントリー ウーロン茶 (2010)